# Округ Фридек-Мистек
Округ Фридек-Мистек (чеш. Okres Frýdek-Místek) је округ у Моравско-Шлеском крају, у Чешкој Републици. Административно средиште округа је град Фридек-Мистек.

## Становништво
Према подацима о броју становника из 2012. године округ је имао 211.853 становника.